# Kejser Haile Selassies besøg 1954
Kejser Haile Selassies besøg 1954 er en dansk dokumentarfilm fra 1954 produceret af Nordisk Film.
Filmen indgår i Det Danske Filminstituts database i en version uden lydspor.

## Handling
Klip fra den etiopiske kejser Haile Selassies besøg i Danmark i november 1954. Med kong Frederik 9. og dronning Ingrid som værter besøger kejseren blandt andet Mindelunden i Ryvangen, hvor han lægger en krans ved mindesmærket for de faldne under besættelsen. Desuden besøger han Københavns Amtssygehus i Gentofte samt forskellige danske virksomheder, Atlas Køleskabsfabrik i Lundtofte nord for København samt Forsøgsgården Trollesminde og Statens Forsøgsmejeri i Hillerød. Optagelserne ligger ikke i kronologisk rækkefølge.